# Skaličník
Skaličník je potok v Moravskoslezském kraji, přítok Baštice v povodí řeky Ostravice, který odvodňuje především území jádra vesnice Skalice.

## Popis toku
Pramení v horní části vesnice Skalice nedaleko kostela svatého Martina na severozápadním svahu Strážnice. Protéká vesnicí severozápadním směrem mezi staveními. Na jejím konci se stáčí na západ, teče okrajem lesa a přijímá zde bezejmenný přítok od jihu. Poté protéká otevřenou krajinou a ústí do Baštice, jež je přítokem řeky Ostravice, která její vody unáší dál do Odry.